# Ferran Bertran i Garcia
Ferran Bertran i Garcia (Barcelona, 4 de gener de 1895 - Cartagena, 6 de març de 1938) fou un periodista català.
Va néixer a Barcelona; i fou fill de Pascual Bertrán, de Sant Sebastià, i de Magdalena Garcia, d'Olot. Des de jove va militar en el carlisme. L'any 1911 formava part de la Junta del Requetè de Barcelona, com a vicepresident, i participà com a orador en els aplecs carlins. El 1914 ja era redactor del diari El Correo Catalán. Durant la Primera Guerra Mundial, formà part del petit sector tradicionalista contrari a la política germanòfila del partit, de la qual era el principal promotor Juan Vázquez de Mella.
L'any 1919 passà a Madrid a la redacció d'El Correo Español, portaveu oficial del partit jaumista, on va utilitzar el pseudònim de Carlos Bendaña. El gener de 1920 va destacar en els mítings d'afirmació jaumista. A final de març es va separar del diari i del partit i va treballar per a publicacions afectes al diari El Debate. Fou redactor de La Correspondencia de España en la seva secció literària. El 1925 es traslladà a Oviedo, on va ser sotsdirector del diari Región i l'any següent, secretari de la revista Renovación Social. També col·laborà amb el diari madrileny La Nación, defensor de la Dictadura de Primo de Rivera.
Durant la Segona República, fou probablement qui va escriure diversos articles per a la revista Acción Española, signats amb el nom de Fernando Bertrán, als quals encara defensava el tradicionalisme monàrquic, i on, per exemple, va escriure contra el moviment d'Octubre i va exalçar el pensador Charles Maurras, del qual va traduir l'obra L'Enquête sur la Monarclhie.
Més tard va entrar al Servei Nacional del Turisme i, en sobrevindre l'alçament militar de 1936, va quedar agregat al servei de Premsa i Propaganda de Salamanca dels revoltats, i fou destinat a la Marina. Va morir en l'enfonsament del creuer Baleares, el 6 de març de 1938. Poc abans de la seva mort, havia escrit un article sobre la trajectòria del creuer durant la guerra.